# MV Logos Hope
MV Logos Hope — грузовое морское судно, построенное в 1973 году в Германии для Швеции, как паром. Под названием MV Gustav Vasa оно обслуживало маршрут между Мальмё и Травемюнде. Позже судно было переименовано в MV Norröna и обеспечивало паромное сообщение с Фарерскими островами. С 2004 года судном управляет религиозная организация Gute Bücher für Alle («Хорошие книги для всех») и совершает рейсы по Средиземному морю, в качестве плавучей книжной ярмарки.

## История
В 1973 году судно ввели в эксплуатацию в качестве автомобильного парома Gustav Vasa. На маршруте между Мальмё и Травемюнде судно курсировало в течение 10 лет.
В апреле 1983 года судно продали фарерской паромной компании Smyril Line и переименовали в Norröna. Каждое лето он отправлялся из Торсхавна, столицы Фарерских островов, в Леруик, Берген, Ханстхольм и Сейдисфьордюр. Зимой его сдавали в аренду, чтобы покрыть график капитального ремонта других операторов.
8 апреля 1990 года на судне произошел небольшой преднамеренный пожар в пассажирских помещениях, в результате чего несколько человек пострадали. Паром был зафрахтован компанией B&I Ferries (теперь Irish Ferries), курсирующей между Пембрук-Док и Рослэр. Пострадавшие были эвакуированы спасательными вертолетами Королевских ВВС в больницу Уитибуш в Хаверфордуэсте.
В 2003 году Smyril Line приняло в эксплуатацию новое судно Norröna, тогда старое было переименовано в Norröna I и выставлено на продажу.
В марте 2004 года судно приобрела организация Gute Bücher für Alle.

### Плавучая книжная ярмарка
В 1970 году христианский евангелист Джордж Вервер основал организацию Operation Mobilisation, которая занимается миссионерством.
С 2004 года MV Logos Hope принадлежит Operation Mobilisation, флот которой, под названием OM Ships, насчитывает в 2022 году четыре судна. А также участник проекта Gute Bücher für Alle, который управляет двумя плавучими кораблями-книжными ярмарками MV Doulos Hope и MV Logos Hope.
В течение года MV Logos Hope совершает рейсы в бассейне Средиземного моря, где становится на прикол в разных портах на несколько недель. Доступ на корабль осуществляется по билетам (примерная стоимость 1 евро). Внутри корабля располагаются стенды с детской литературой, преимущественно на английском языке. Книги можно приобрести за небольшую плату (на самом корабле используется внутренняя валюта — юниты). Также проводятся развлекательные мероприятия, занятия для детей и театрализованное шоу о пиратах и поиске сокровищ. Кроме мероприятий на корабле, сотрудники организации выступают с миссионерской деятельности на внешних площадках, при дружественных организациях.

### Комментарии
1. ↑  По состоянию на конец осени 2022 года, судно находится в порту Сингапура, где проходит процесс модернизации.